# Gong Lijiao
Gong Lijiao (Luquan, Xina, 24 de gener de 1989) és una atleta xinesa, especialista en la prova de llançament de pes. Ha participat en 4 Olimpíades, guanyant 3 medalles (1 d'or). A més, ha guanyat 8 medalles (2 d'or) en els Campionats del Món, aconseguint el rècord absolut de 8 medalles consecutives en qualsevol prova d'aquesta competició. També ha guanyat 4 medalles (3 d'or) en els Jocs Asiàtics.

## Marques personals
| Disciplina             | Marca  | Seu      | Data               |
| ---------------------- | ------ | -------- | ------------------ |
| Llançament de pes      | 20.58m | Tòquio   | 1 d'agost de 2021  |
| Llançament de javelina | 53.94m | Cangzhou | 16 de juny de 2007 |

## Trajectòria professional
| Jocs Olímpics     | Jocs Olímpics  | Jocs Olímpics | Jocs Olímpics     |
| Any               | Seu            | Posició       | Prova             |
| ----------------- | -------------- | ------------- | ----------------- |
| 2008              | Pequín         | 3             | Llançament de pes |
| 2012              | Londres        | 2             | Llançament de pes |
| 2016              | Rio de Janeiro | 4a posició    | Llançament de pes |
| 2020              | Tòquio         | 1             | Llançament de pes |
| Campionat del Món |                |               |                   |
| 2007              | Osaka          | 6a posició    | Llançament de pes |
| 2009              | Berlín         | 3             | Llançament de pes |
| 2011              | Daegu          | 3             | Llançament de pes |
| 2013              | Moscou         | 3             | Llançament de pes |
| 2015              | Pequín         | 2             | Llançament de pes |
| 2017              | Londres        | 1             | Llançament de pes |
| 2019              | Doha           | 1             | Llançament de pes |
| 2022              | Eugene         | 2             | Llançament de pes |
| 2023              | Budapest       | 3             | Llançament de pes |
| Jocs Asiàtics     |                |               |                   |
| 2010              | Canton         | 2             | Llançament de pes |
| 2014              | Inchon         | 1             | Llançament de pes |
| 2018              | Jakarta        | 1             | Llançament de pes |
| 2022              | Hangzhou       | 1             | Llançament de pes |